# 池島信平
池島 信平（いけじま しんぺい、旧字体：池島 信平󠄁、1909年（明治42年）12月22日 - 1973年（昭和48年）2月13日）は日本の編集者、実業家。文藝春秋社長（第3代）。

## 人物・来歴
東京市本郷区春木町生まれ。生家は牛乳の配達を営んでいた。東京府立第五中学校（四修）に進むが、当時としては異例の科学教育と国際主義の校風で、大正自由主義教育者である伊藤長七校長から強く影響を受けた。「わたくしのモノの考え方、生き方のどこかに、伊藤校長の遺したものが根強く残っている。」と後年語っている。旧制新潟高等学校（現・新潟大学）に入学し、1929年（昭和4年）の第6回全国高等学校ア式蹴球大会にフォワードとして出場した。

### 文藝春秋入社
1933年（昭和8年）東京帝国大学文学部西洋史学科卒業後、文藝春秋社に第1期生として入社。『文藝春秋』編集部に入ることを望んだが、創刊まもない小雑誌『話』編集部に配属され雑誌記者として活動。1940年（昭和15年）に話からリニューアルした月刊誌『現地報告』で編集長を務める。
1944年（昭和19年）、文藝春秋編集長に就任するが、まもなく召集されて横須賀海兵団に入隊。2週間後に北海道の千歳第二基地に送られ、滑走路作りの工事に投入された。だが、海軍に入ってすぐに古参兵や上官による体罰の横行を目の当たりにし、「こんなバカバカしい軍隊の一員として戦争で死んでは犬死」「万難を排して生きて帰ろう、と心に誓った」という。終戦は青森で迎えた。
1946年（昭和21年）、菊池寛の意向により文藝春秋社が解散したため、菊池から社名と誌名を貰い受け、専務の佐々木茂索を社長に担ぎ出して11名の社員で文藝春秋新社を創立。

### 社長就任
1966年（昭和41年）3月、社名を文藝春秋に改め、第3代社長に就任。1968年前後からの全共闘運動に戦前の全体主義と似た匂いを感じ、保守思想を擁護する立場で、小林秀雄、福田恆存、三島由紀夫ら保守思想家が集う日本文化会議設立に大きく関与。機関誌を発行しようとしたが、社員から猛反発に遭う。改めて1969年夏に、保守派オピニオン誌『諸君!』を創刊した。また、十返肇と二人で「文人海軍の会」を創設。源氏鶏太、阿川弘之、豊田穣などが会員だった。その関連もあって『別冊文藝春秋』などで戦記特集を多く出した。
1973年2月13日、在職中に急死。亡くなる直前まで文筆活動を行っていた。

## 著書
- 『編集者の発言』暮しの手帖社、1955年。
- 『ジャーナリズムの窓から』修道社、1956年。
- 『雑誌記者』中央公論社、1958年。中公文庫、1979年、改版2005年。土曜社・土曜文庫、2020年[6]
- 『歴史好き』三月書房、1971年。中公文庫、1983年。
- 『池島信平文集』文藝春秋、1973年。巻末対談今日出海と永井龍男

### 編著・共著
- 『風流おかめ八目』扇谷正造共著・対談集、修道社、1955年。
- 『縦横おかめ八目』扇谷正造共著・対談集、修道社、1956年。
- 『文壇よもやま話』嶋中鵬二と聞き手：NHK編（上下） 青蛙房、1961年。中公文庫、2010年10・11月。
- 『歴史よもやま話 日本篇』（上下） 文藝春秋、1966年。文春文庫、1982年。
- 『歴史よもやま話 西洋篇』（編） 文藝春秋、1966年。文春文庫、1982年。
- 『歴史よもやま話 東洋篇』（編） 文藝春秋、1966年。文春文庫、1982年。
- 『文学よもやま話 対談集』（上下） 文藝春秋、1974年。恒文社、1995年12月。

## 関連書籍
- 塩澤實信 『雑誌記者 池島信平』文藝春秋、1984年。文春文庫、1993年。跋文は司馬遼太郎。
  - 新版改題『文藝春秋編集長　菊池寛の心を生きた池島信平』展望社、2005年。
- 菊池信平編『昭和十二年の週刊文春』文春新書、2007年。
戦前期の『話』時代の記事を集成。菊池信平は池島の筆名。